# Rocher à l'Oiseau
Rocher à l'Oiseau är en klippa vid Ottawafloden i Kanada.   Den ligger i provinsen Québec, i den sydöstra delen av landet, 140 km nordväst om huvudstaden Ottawa.
I omgivningarna runt Rocher à l'Oiseau växer i huvudsak blandskog. Runt Rocher à l'Oiseau är det mycket glesbefolkat, med 4 invånare per kvadratkilometer.